# Gerhard Bassa
Gerhard Bassa (* 26. September 1980) ist ein ehemaliger österreichischer Fußballspieler.

## Karriere
Bassa stand in der Saison 1996/97 im Kader des Zweitligisten SV Flavia Solva. Sein einziges Spiel in der 2. Division für die Steirer absolvierte er im Mai 1997, als er am 29. Spieltag der Saison 1996/97 gegen den SV Spittal/Drau in der 68. Minute für Thomas Hoffelner eingewechselt wurde.

## Persönliches
Bassa betreibt heute in Wagna eine Dachdeckerei.